# Concours international de piano d'Épinal
 (avril 2019).
 (avril 2019).
Le concours international de piano d'Épinal est un concours musical se déroulant à Épinal dans le département des Vosges. Créé en 1970 et d'abord annuel, il se déroule tous les deux ans depuis 1973.

## Historique
Le concours international de piano d'Épinal a été créé en 1970 par Suzanne Chevalier. Il était l'émanation du concours artistique d'Épinal (qui existe toujours) à l'instigation d’Albert Ehrmann, président de la confédération musicale de France, et président de l'ordre des musiciens.
En 1972, il est convenu que le concours sera une biennale. Le quatrième Concours, en 1973, compte une vingtaine de candidats. Le premier prix est décerné à la jeune Philippine Maria-Louisa Lopez-Vito.
Avec l'aide du professeur de conservatoire Yankoff le concours devient un véritable événement culturel et reçoit en 1979, l'agrément de la fédération mondiale des concours internationaux de musique de Genève.
En 1980, après le décès brutal de Suzanne Chevalier, c'est Madame Henry Najean qui en assume la responsabilité et confère au concours sa dimension mondiale. En 1991, Jacques Grasser est élu à la présidence qu’il assurera pendant vingt ans avant de la céder en décembre 2011 à Jean-Pierre Aubry, tout en gardant des responsabilités importantes au sein de l’association en qualité de président général. 
Régulièrement organisé en mars des années impaires, le concours international d'Épinal accueille des concurrents, venus du monde entier, qui sont écoutés par un jury international constitué de personnalités éminentes du monde de la musique.
L'objectif du concours international de piano est bien entendu de permettre à certains concurrents de se faire un nom au palmarès, en vue d'une future carrière internationale. Mais, c'est aussi une rencontre avec la population (environ 4 000 mélomanes passent par le théâtre municipal au cours de la semaine) et une expérience unique pour les jeunes pianistes au contact de toutes les écoles de piano du monde.
Le 25e concours s'est déroulé du 20 au 29 mars 2015 et a réuni 66 candidats de 21 nationalités différentes.
Le 26e concours aura lieu du 24 mars 2017 au 2 avril 2017, le président du jury sera le pianiste italien Maurizio Baglini,.

## Palmarès (Grand prix de la ville d’Épinal)
À l'issue du concours, de nombreux prix et médailles sont remis, dont le premier est le « Grand prix de la ville d’Épinal » :
- 1er concours en 1970 (3 concurrents) présidé par Albert Ehrmann : non décerné
- 2e concours en 1971 (9 concurrents) présidé par Raffi Petrossian : non décerné
- 3e concours en 1972 (annulé faute de concurrent)
- 4e concours en 1973 (14 concurrents) présidé par Ventsislav Yankoff : Maria-Louisa Lopez-Vito (Philippines)
- 5e concours en 1975 (19 concurrents) présidé par Ventsislav Yankoff : Dennis Lee (Royaume-Uni) et Bernd Goetzke (RFA) ex aequo
- 6e concours en 1977 (19 concurrents) présidé par Ventsislav Yankoff : Josep Colom (Espagne)
- 7e concours en 1979 (25 concurrents) présidé par Ventsislav Yankoff : Kei Itoh (Japon)
- 8e concours en 1981 (40 concurrents) présidé par Ventsislav Yankoff : Mayumi Kameda (Japon)
- 9e concours en 1983 (57 concurrents) présidé par Lélia Gousseau : Kornélia Ogorkowna (Pologne)
- 10e concours en 1985 (50 concurrents) présidé par Juliette Longree-Poumay : Konrad Elser (RFA)
- 11e concours en 1987 (53 concurrents) présidé par Robert Leonardy : Isabelle Dubuis (France) et Momo Kodama (Japon) ex æquo
- 12e concours en 1989 (43 concurrents) présidé par Robert Leonardy : Christopher Oakden (Royaume-Uni) et Kyoko Tabe (Japon) ex aequo
- 13e concours en 1991 (71 concurrents) présidé par Dominique Merlet : Lala Moustafa-Zade (Azerbaïdjan)
- 14e concours en 1993 (65 concurrents) présidé par Michel Beroff : Lev-Alexander Vinocour (U.R.S.S.)
- 15e concours en 1995 (101 concurrents) présidé par Jean-Marc Luisada : Aviram Reichert (Israël)
- 16e concours en 1997 (75 concurrents) présidé par  Gerhardt Pirklbauer : Chen Jiang (Chine)
- 17e concours en 1999 (83 concurrents) présidé par Abdel Rahman El Bacha : Mako Okamoto (Japon)
- 18e concours en 2001 (73 concurrents) présidé par Edson Elias : Sergeï Salov (Ukraine)
- 19e concours en 2003 (61 concurrents) présidé par Rolf Plagge : Sung Houn Kim  (Corée)
- 20e concours en 2005 (41 concurrents) présidé par Victor Eresko : non décerné
- 21e concours en 2007 (73 concurrents) présidé par Philippe Cassard : Ho-Yeul Lim (Corée)
- 22e concours en 2009 (77 concurrents) présidé par Carlos-Amaral Vieira : Ksenia Rodionova (Russie)
- 23e concours en 2011 présidé par Akiko Ebi : Da Sol Kim (Corée)
- 24e concours en 2013 présidé par Josep Colom : non attribué
- 25e concours en 2015 (66 concurrents[2]) présidé par Thierry Huillet : Guillaume Bellom (France)[6].
- 28e concours en 2021 : Valère Brunon.

## Pour approfondir